# 傑門齊
49°12′42″N 32°15′51″E / 49.21167°N 32.26417°E
德門齊（烏克蘭語：Деменці）是位於烏克蘭中部的村莊，由切爾卡瑟州切爾卡瑟區的梅德韋迪夫卡市鎮負責管轄。該村處於佳斯明河畔，海拔高度95米，2001年該城鎮人口73。